# LAPCAT
LAPCAT est une organisation britannique ayant pour but de créer des avions supersoniques. LAPCAT signifie Long-term Advanced Propulsion Concepts And Technologies. LAPCAT est financé à 50 % par l'Union européenne.

## Les Projets
LAPCAT a plusieurs projets avec Reaction Engines Limited
- le LAPCAT A2
- le Skylon
- le moteur SABRE

## LAPCAT A2
Le LAPCAT A2 est un avant-projet d'avion ligne hypersonique qui pourrait voler à Mach 5 et voler de Bruxelles à Sydney en 4,6 heures.

## Skylon
Le Skylon est un avion non-piloté propulsé avec de l'hydrogène.

## Lemoteur SABRE
Le moteur SABRE est le moteur pour les projets de LAPCAT.

## Source
- http://www.reactionengines.co.uk/index.html
- Concorde